# Recopa Sul-Americana de Clubes
A Recopa Sul-Americana de Clubes ou Copa Ganhadores de Copa foi um campeonato de clubes de futebol. Este segundo nome foi dado de forma anacrônica para evitar confusão com o torneio homônimo disputado na atualidade. Foi criado pela Conmebol em 1970, com o intuito de ser um segundo torneio continental, parelelo à Copa Libertadores da América, tal como acontece hoje em dia com a Copa Sul-Americana. Originalmente, estava reservado aos clubes que haviam terminado na terceira colocação de seus respectivos países, não se classificando para a Libertadores. Entretanto, este critério não foi adotado em todos os países participantes: algumas associações criaram localmente uma copa, cujo vencedor garantia vaga para a Recopa Sul-Americana de Clubes. Foi o caso da Argentina, Equador, Uruguai e Venezuela.
A edição de estréia da competição foi também sua única edição oficial. O torneio de 1971 acabou se transformando em uma copa amistosa. O torneio não deve ser confundido com a Recopa dos Campeões Intercontinentais ou com a moderna Recopa Sul-americana.
Em 2005, o título da Recopa Sul-Americana de Clubes de 1970, vencido pelo Mariscal Santa Cruz, da Bolívia, foi reconhecido pela Conmebol, contabilizando pontos para o ranking sul-americano de clubes. É o único título internacional oficial de um time boliviano.
Na Europa, desde 1960 era disputada a UEFA Cup Winners' Cup (Copa dos Vencedores de Copas), competição reservada aos campeões das copas nacionais. A Liga dos Campeões da UEFA (estreada em 1955), por sua vez, era a competição dos campeões dos campeonatos nacionais, antes de abrir mais vagas, assim como ocorrido com a Copa Libertadores da América (estreada em 1960). A Liga Europa da UEFA, atual torneio secundário europeu, seria inaugurada em 1971 (na época com o nome Copa da UEFA).

## Campeões
| Ano                      | Campeão             | Final       | Vice-campeão | 3º Lugar | 4º Lugar       |
| ------------------------ | ------------------- | ----------- | ------------ | -------- | -------------- |
| 1970 Detalhes            | Mariscal Santa Cruz | 0 - 0 2 - 0 | El Nacional  | Atlanta  | Unión Canarias |
| 1971 (amistoso) Detalhes | América de Quito    | Grupo Único | Olimpia      | Valencia | Juan Aurich    |

## Participantes
| Equipe              | País      | 1970 | 1971 |
| ------------------- | --------- | ---- | ---- |
| América             | Equador   | NP   | 1º   |
| Atlanta             | Argentina | 4º   | NP   |
| Deportes Concepción | Chile     | NP   | D    |
| Deportivo Municipal | Peru      | 6º   | NP   |
| El Nacional         | Equador   | 2º   | NP   |
| Huracán Buceo       | Uruguai   | NP   | D    |
| Juan Aurich         | Peru      | NP   | 4º   |
| Libertad            | Paraguai  | 7º   | NP   |
| Mariscal Santa Cruz | Bolívia   | 1º   | NP   |
| Olimpia             | Paraguai  | NP   | 2º   |
| Rampla Juniors      | Uruguai   | 8º   | NP   |
| Unión Española      | Chile     | 5º   | NP   |
| Unión Canarias      | Venezuela | 4º   | NP   |
| Valencia            | Venezuela | NP   | 3º   |

## Ranking
| Equipe              | País      | Pts.     | J        | V        | E        | D        | GP       | GC       | SG       |
| ------------------- | --------- | -------- | -------- | -------- | -------- | -------- | -------- | -------- | -------- |
| Mariscal Santa Cruz | Bolívia   | 10       | 6        | 4        | 2        | 0        | 10       | 3        | +7       |
| América             | Equador   | 5        | 3        | 2        | 1        | 0        | 5        | 0        | +5       |
| Atlanta             | Argentina | 5        | 4        | 2        | 1        | 1        | 9        | 7        | +2       |
| El Nacional         | Equador   | 4        | 4        | 1        | 2        | 1        | 4        | 3        | +1       |
| Olimpia             | Paraguai  | 4        | 3        | 1        | 2        | 0        | 2        | 1        | +1       |
| Unión Española      | Chile     | 4        | 4        | 1        | 2        | 1        | 6        | 6        | 0        |
| Deportivo Municipal | Peru      | 3        | 4        | 0        | 3        | 1        | 6        | 7        | -1       |
| Unión Canarias      | Venezuela | 2        | 2        | 0        | 2        | 0        | 0        | 0        | 0        |
| Valencia            | Venezuela | 2        | 3        | 0        | 2        | 1        | 2        | 3        | -1       |
| Libertad            | Paraguai  | 1        | 2        | 0        | 1        | 1        | 1        | 4        | -3       |
| Juan Aurich         | Peru      | 1        | 3        | 0        | 1        | 2        | 3        | 8        | -5       |
| Rampla Juniors      | Uruguai   | 1        | 4        | 0        | 1        | 3        | 2        | 8        | -6       |
| Deportes Concepción | Chile     | Desistiu | Desistiu | Desistiu | Desistiu | Desistiu | Desistiu | Desistiu | Desistiu |
| Huracán Buceo       | Uruguai   | Desistiu | Desistiu | Desistiu | Desistiu | Desistiu | Desistiu | Desistiu | Desistiu |